# مطار طوكيو هانيدا الدولي
مطار طوكيو هانيدا الدولي (باليابانية: 東京国際空港) في طوكيو، اليابان. (إياتا: HND، إيكاو: RJTT). أحد المطارات الرئيسية التي تخدم طوكيو بالإضافة لمطار ناريتا الدولي. ويطلق عليه عادة مطار هانيدا (باليابانية: 羽田空港)، يعتبر مطار طوكيو هانيدا الدولي أول مطار في العاصمة طوكيو من حيث الإنشاء ويعتبر الخيار الأول بالنسبة للوجهات الداخلية ومع ذلك فأغلب الحركة الجوية الدولية تتجه لمطار ناريتا الدولي، ويشهد المطار خلال الأعوام الأخيرة توجها من قبل شركات خطوط الطيران العارض (charter)، للوجهات الإقليمية والدول المجاورة كهونغ كونغ وشنغهاي وسيؤول. وفي عام 2008 احتل المطار المركز الرابع عالميا من حيث عدد الركاب المسافرين بعدد 66,735,587 مسافرا.

## نبذة تاريخية
افتتح في عام 1930 في قطعة أرض صغيرة في الجهة الجنوبية من المطار الحالي وكان في ذلك الوقت أكبر حقل جوي للطيران المدني في اليابان، وانتقلت مهام وعمليات تشغيل التحكم في الحركة الجوية من القاعدة العسكرية الجوية في تاتشيكاوا إلى هانيدا. وفي عام 1939 تم توسعة مدرج الطيران للمطار ليصبح بطول 800 متر بالإضافة على إنشاء مدرج جديد بطول 800 متر أيضا حيث أن المطار أصبح يسير رحلات إلى وجهات في الصين وكوريا المجاورتين.
في عام 1945 اتخذت قوات الاحتلال الأمريكية المطار كقاعدة عسكرية جوية لقواتها قامت خلالها بتوسعة مدرجي المطار ليصبحا بطول 1650 و 2100 متر على التوالي بالإضافة إلى إنشاء عدد من المنشآت المساندة الجديدة، قامت خطوط ساوث ويست الجوية خلال هذه الفترة بتسيير عدد من الرحلات إلى وجهات في الولايات المتحدة والصين وكوريا الجنوبية.
في عام 1958 استعادت اليابان السيطرة الكاملة على المطار من قِبل القوات الأمريكية. ونظراً لبعض الاعتبارات البيئية قررت الحكومة التخلي عن فكرة توسعة المطار والبدء في إنشاء مطار طوكيو الدولي الجديد وتخصيص مطار هانيدا للرحلات الداخلية.
وفي الثمانينات وبالرغم من الاشتراطات البيئية التي منعت توسعة المطار في السابق قامت حكومة طوكيو المحلية باستخدام المنطقة المتاخمة للخليج كمنطقة تخلص من النفايات، مما أتاح الفرصة للمطار للتوسع في المنطقة التي تم ردمها من الخليج بالنفايات. وفي عام 1988 تم افتتاح المدرج الجديد للمطار وتطوير مبنى وصالة الركاب القديمة في المطار، كما تم إنشاء مدرجين جديدين خلال عام 1997 وعام 2000. وفي عام 2004 تم افتتاح مبنى الركاب رقم 2 الجديد. ومن المخطط افتتاح مبنى جديد للركاب خلال عام 2009 ضمن خطة لإنشاء مدرج جديد ومركز جديد للشحن الجوي لرفع السعة الاستيعابية للمطار ليتعامل مع 407000 رحلة جوية سنويا. حيث قررت الحكومة منح مطار هانيدا حق استقبال الرحلات الدولية خلال ساعات إغلاق مطار ناريتا الدولي.

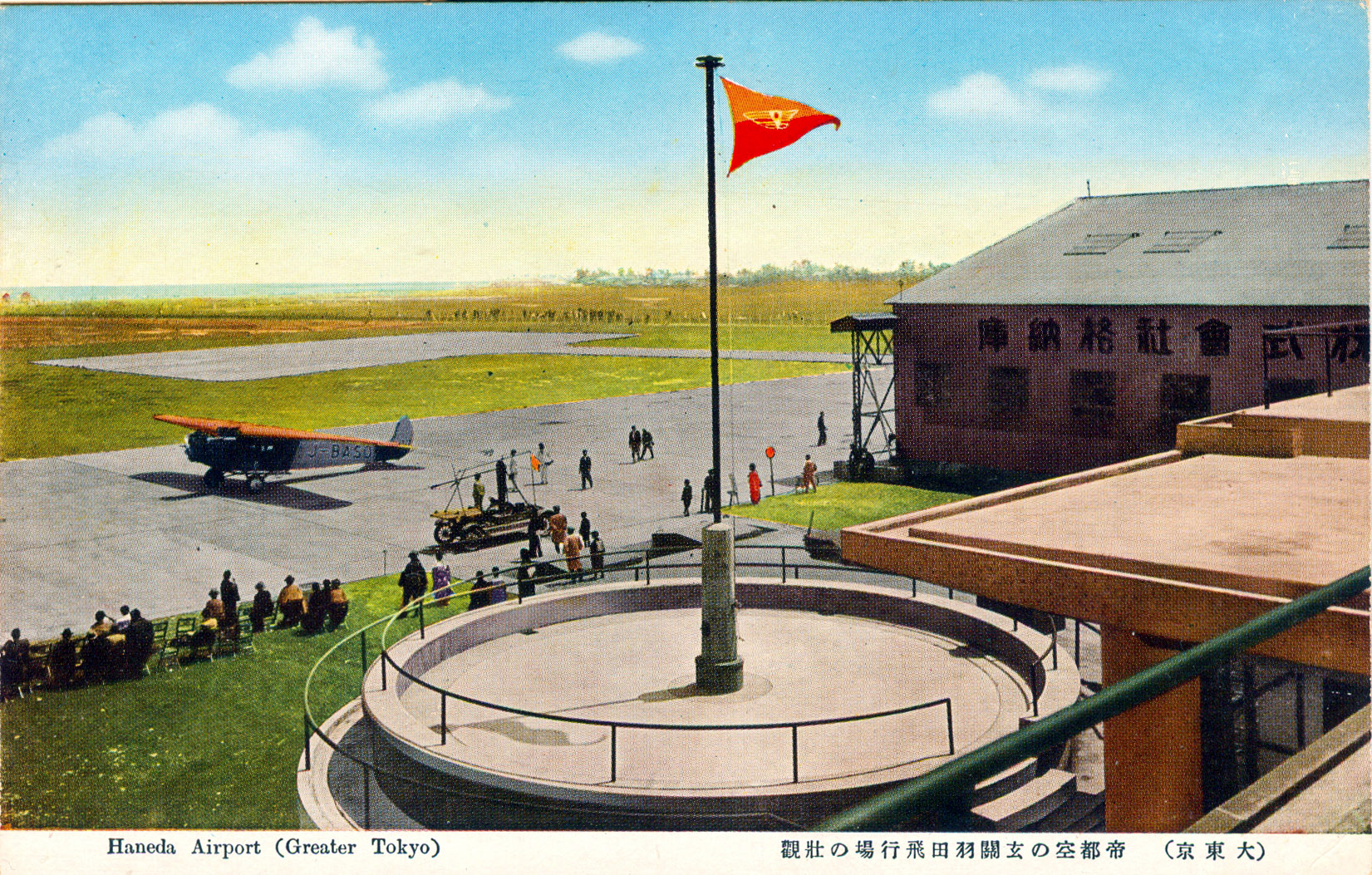
حقل هانيدا الجوي في 1937

الصالة رقم 2, افتتحت في 2004

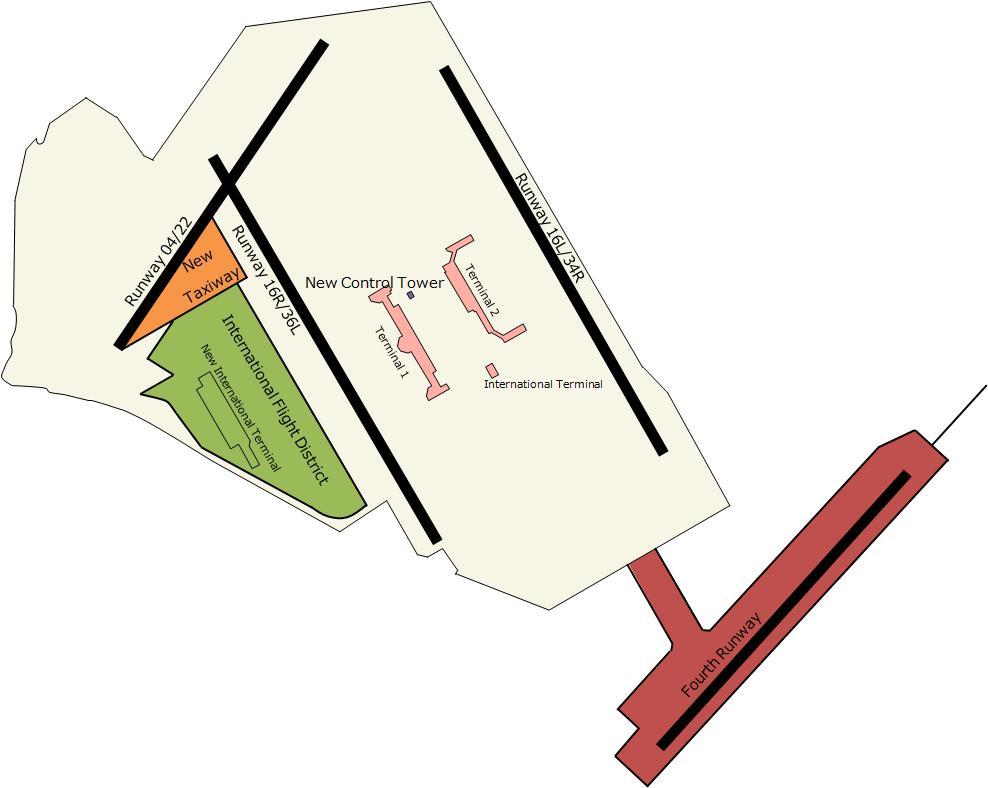
خطة تطوير المطار

## الحوادث
في 2 كانون الثاني/يناير 2024 حدث تصادم بين طائرة تابعة للخطوط الجوية اليابانية من طراز "إيرباص" على متنها 367 راكب قادمة من مطار سابورو في جزيرة هوكايدو، أثناء هبوطها مع طائرة عائدة لخفر السواحل. ادى الحادث الى اشتعال النيران في الطائرتين ومقتل خمسة أشخاص كانوا على متن طائرة خفر السواحل الياباني.

## وصلات خارجية
- الموقع الرسمي للمطار نسخة محفوظة 28 فبراير 2020 على موقع واي باك مشين.
- خدمات مطار هانيدا الدولي 羽田空港サービス株式会社
- معلومات اضافية عن المطار
- صورة فضائية